# Guglielmo Marconi (1940)
| «Гульєльмо Марконі»                                                   | «Гульєльмо Марконі» | «Гульєльмо Марконі» |
| --------------------------------------------------------------------- | --- | --- |
| Guglielmo Marconi                                                     | | |
|                                                                       | | |
| Однотипний ПЧ «Леонардо да Вінчі»                                     | | |
| Верф                                                                  | Cantieri Riuniti dell'Adriatico, Монфальконе                                                                                                  | Cantieri Riuniti dell'Adriatico, Монфальконе                                                                                                  |
| Під прапором                                                          | Королівство Італія | Королівство Італія |
| Належність                                                            | Королівські військово-морські сили Італії | Королівські військово-морські сили Італії |
| Порт приписки                                                         | BETASOM | BETASOM |
| На честь                                                              | Гульєльмо Марконі — італійського вченого і винахідника («батька радіо»)                                                                       | Гульєльмо Марконі — італійського вченого і винахідника («батька радіо»)                                                                       |
| Закладений                                                            | 19 вересня 1938 | 19 вересня 1938 |
| Спуск на воду                                                         | 30 липня 1939 | 30 липня 1939 |
| Введений до складу флоту                                              | 8 лютого 1940 | 8 лютого 1940 |
| На службі                                                             | 1940—1941 | 1940—1941 |
| Загибель                                                              | після 28 жовтня 1941 року зниклий безвісти у Північній Атлантиці                                                                              | після 28 жовтня 1941 року зниклий безвісти у Північній Атлантиці                                                                              |
| Сучасний статус                                                       | зниклий безвісти | зниклий безвісти |
| Бойовий досвід                                                        | Друга світова війна Битва на Середземному морі Битва за Атлантику                                                                             | Друга світова війна Битва на Середземному морі Битва за Атлантику                                                                             |
| Проєкт                                                                | | |
| Тип ПЧ                                                                | торпедний океанський підводний човен | торпедний океанський підводний човен |
| Основні характеристики                                                | | |
| Швидкість (надводна)                                                  | 17,8 вузлів (33 км/год) | 17,8 вузлів (33 км/год) |
| Швидкість (підводна)                                                  | 8,2 вузли (15,2 км/год) | 8,2 вузли (15,2 км/год) |
| Гранична глибина занурення                                            | 100 м | 100 м |
| Дальність плавання                                                    | 10500 миль (19450 км) на швидкості 8 вузлів у надводному положенні 110 миль (203 км) на швидкості 3 вузли (5,6 км/год) у підводному положенні | 10500 миль (19450 км) на швидкості 8 вузлів у надводному положенні 110 миль (203 км) на швидкості 3 вузли (5,6 км/год) у підводному положенні |
| Екіпаж                                                                | 57 офіцерів та матросів | 57 офіцерів та матросів |
| Розміри                                                               | | |
| Довжина найбільша (по КВЛ)                                            | 70,04 м | 70,04 м |
| Ширина корпусу найб.                                                  | 6,82 м | 6,82 м |
| Середня осадка (по КВЛ)                                               | 4,72 м | 4,72 м |
| Водотоннажність надводна                                              | 1194 тонни | 1194 тонни |
| Силова установка                                                      | | |
| дизель-електрична; 2 дизельних двигуни CRDA, 2 електродвигуни Marelli | | |
| Гвинти                                                                | 2 | 2 |
| Потужність                                                            | 2 × 3250 к. с. (дизелі) 2 × 1500 к. с. (електродвигуни)                                                                                       | 2 × 3250 к. с. (дизелі) 2 × 1500 к. с. (електродвигуни)                                                                                       |
| Озброєння                                                             | | |
| Артилерія                                                             | 1 × 100-мм гармата OTO Mod. 1924/1927/1928 | 1 × 100-мм гармата OTO Mod. 1924/1927/1928 |
| Торпедно- мінне озброєння                                             | 8 × 533-мм торпедних апаратів 12 торпед | 8 × 533-мм торпедних апаратів 12 торпед |
| ППО                                                                   | 4 × 12,7-мм зенітних кулемети Breda Model 1931                                                                                                | 4 × 12,7-мм зенітних кулемети Breda Model 1931                                                                                                |

«Гульєльмо Марконі» (італ. Guglielmo Marconi) — військовий корабель, океанський підводний човен типу «Марконі» Королівських ВМС Італії за часів Другої світової війни.
«Гульєльмо Марконі» був закладений 19 вересня 1938 року на верфі компанії Cantieri Riuniti dell'Adriatico у Монфальконе. 30 липня 1939 року він був спущений на воду, а 8 лютого 1940 року увійшов до складу Королівських ВМС Італії.

## Історія служби
8 липня 1940 року, під час свого першого бойового патрулювання в Середземному морі, «Марконі» торпедував есмінець Королівського флоту «Ескорт», який зазнав важких пошкоджень у результаті торпедування й за кілька днів затонув при буксируванні північніше Алжиру.
У вересні 1940 року до французького Бордо на базу BETASOM почали прибувати італійські підводні човни, яких незабаром стало 27, котрі незабаром приєдналися до німецьких підводних човнів у полюванні на судноплавство союзників; поступово їхнє число збільшиться до 32. Вони зробили вагомий внесок у битву за Атлантику, попри те, що командувач підводного флоту ВМС Німеччини адмірал Карл Деніц відгукнувся про італійських підводників: «недостатньо дисципліновані» і «не в змозі залишатися спокійним перед лицем ворога».
«Марконі» відплив до бази BETASOM 6 вересня 1940 року і 11 вересня пройшов Гібралтарську протоку; по дорозі італійський підводний човен потопив нейтральний іспанський рибальський човен Альміранте Хосе де Карранса. 29 вересня вийшов у бойовий похід з Бордо. У цьому поході в Атлантику він потопив одне судно. Після невдалого патрулювання «Марконі» потопив три судна під час свого третього патрулювання з BETASOM і пошкодив югославське вантажне судно під час наступного патрулювання, яке пізніше було потоплено U-126. «Марконі» був втрачений з невідомих причин десь після 28 жовтня 1941 року під час свого п'ятого бойового походу в Атлантичний океан.
Деякими дослідниками припускається, що «Марконі», який слідував за конвоєм HG 75, був затоплений близько 13:35-13:40 28 жовтня глибинними бомбами британського есмінця «Дункан», за 300 миль на північний схід від Азорських островів. Усі члени екіпажу, 10 офіцерів і 53 унтерофіцерів і матросів, загинули разом з човном.
Підводний човен здійснив 7 бойових походів (один у Середземному морі і 6 в Атлантиці), подолавши 23 346 миль на поверхні і 1540 миль у підводному положенні.